# Víctor Naudi Zamora
 (avril 2019).
Si vous disposez d'ouvrages ou d'articles de référence ou si vous connaissez des sites web de qualité traitant du thème abordé ici, merci de compléter l'article en donnant les références utiles à sa vérifiabilité et en les liant à la section « Notes et références ».
Víctor Naudi Zamora, né le 28 août 1958, est un architecte et un homme politique andorran.

## Biographie
Adhérent du Parti social-démocrate, il est élu le 26 avril 2009 membre du Conseil général. Le 5 juin suivant, il est nommé ministre de l'intérieur et de la justice dans le gouvernement dirigé par  Jaume Bartumeu Cassany.
En mai 2013, il crée Démocratie sociale et progrès dont il est le président. Lors des élections législatives de 2015, le parti obtient deux sièges de conseillers dont Naudi. Lors du scrutin suivant en 2019, le parti perd ses deux sièges.